# MEDLINE
MEDLINE o Medline es posiblemente la base de datos de bibliografía médica más amplia que existe, producida por la Biblioteca Nacional de Medicina de los Estados Unidos. En realidad es una versión automatizada de tres índices impresos: Index Medicus, Index to Dental Literature e International Nursing Index. Recoge referencias bibliográficas de los artículos publicados en unas 5.500 revistas médicas desde 1966 y actualmente reúne más de 30.000.000 citas, teniendo en marcha un proceso para la carga paulatina de citas anteriores a 1966, que incluye artículos desde 1871.
Cada registro de MEDLINE es la referencia bibliográfica de un artículo científico publicado en una revista médica, con los datos bibliográficos básicos de un artículo (Título, autores, nombre de la revista, año de publicación) que permiten la recuperación de estas referencias posteriormente en una biblioteca o a través de software específico de recuperación.
El acceso a la base de datos es libre desde la Internet, a través de PubMed.

## La base de datos
La base de datos contiene más de 26 millones de registros de 5,639 revistas selectas (NLM Systems ) cubriendo las áreas de biomedicina y salud desde 1950 hasta la actualidad. Inicialmente la base de datos incluía artículos desde 1965, pero esto ha ido mejorando, de manera que en la actualidad se puede acceder a artículos desde 1950/51.
Se agregan nuevas citas de martes a sábado.  Para citas del periodo 1995-2003: 48% corresponde a artículos publicados en EE. UU., alrededor del 88% están en Idioma inglés, y aproximadamente 76% tienen resúmenes en inglés escritos por los autores de los artículos.  El tema más común en la base de datos es Cánel cer, que representa el 12% de los registros entre 1950-2016, habiendo subido de 6% en 1950 a 16% en 2016.[cita requerida]

 
.

## MeshPubMed- Explora PubMed/MEDLINE conMedical Subject Headings(MeSH).
- NCBI National Center for Biotechnology Information